# Tom Steels

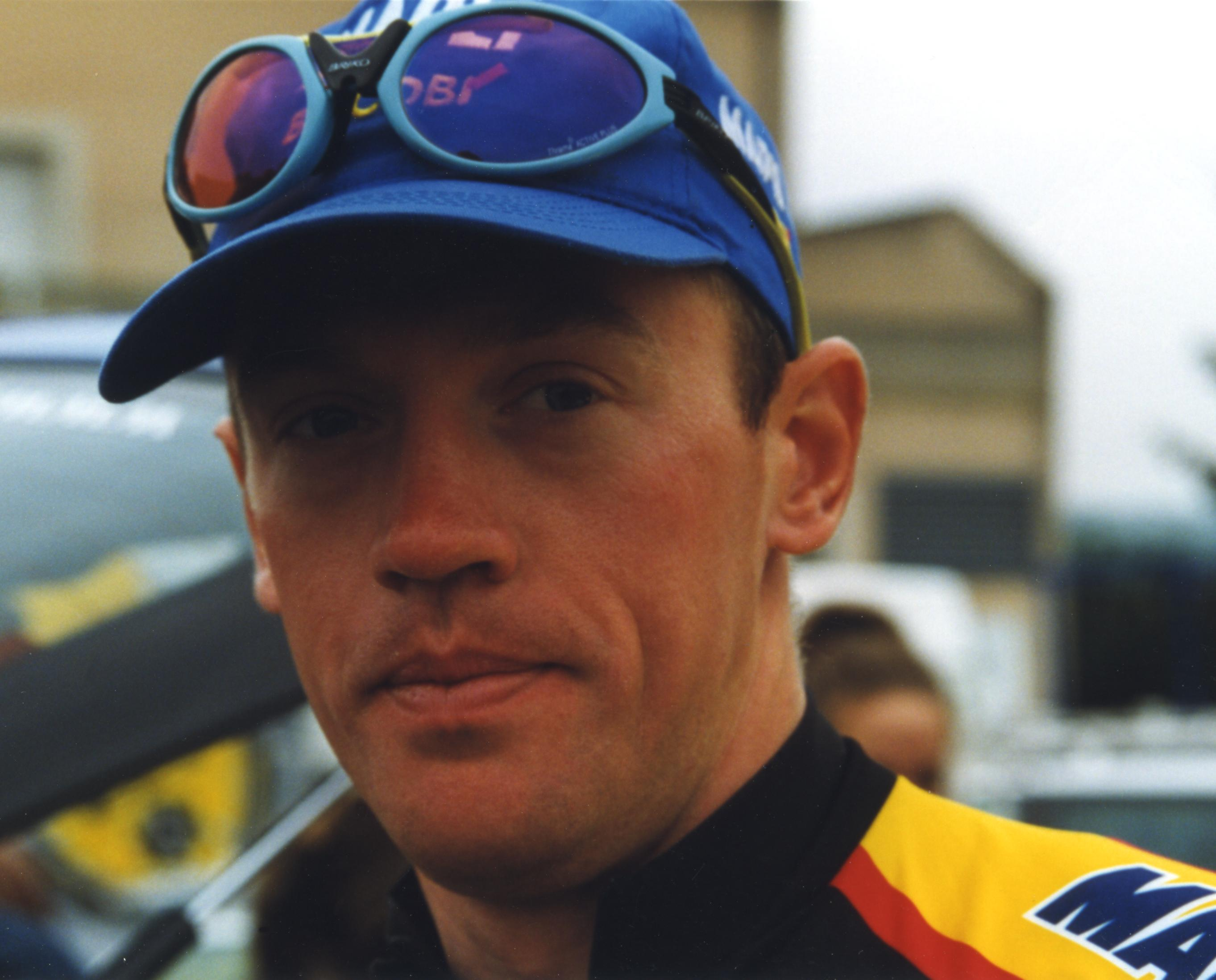
Tom Steels en la París-Tours de 1998.

Tom Steels (nacido el 2 de septiembre de 1971, Sint-Gillis-Waas) es un exciclista belga, especialista en finales de sprint y carreras clásicas.
Los ciclistas lo temieron como uno de los esprínteres superiores del pelotón. Comenzó su carrera en 1994 con el equipo Vlaanderen 2002, logrando ocho victorias en sus dos primeras temporadas. Su temporada de gracia, sin embargo, no fue hasta que firmó con Mapei en 1996. Ese año consiguió los semiclásicos belgas Omloop Het Volk, y Gante-Wevelgem, además de la participación en los Juegos Olímpicos de Atlanta. Su mejor temporada, posiblemente, fue 1998 cuando ganó sus campeonatos nacionales por segunda vez (1997) y cuatro etapas en el Tour de Francia. Él se haría el campeón nacional otra vez en 2002 y 2004 y ganaría cinco etapas más en el Tour de Francia. El año 2006 fue su primer año como un profesional en el que falló al no ganar una carrera.
En junio de 2007, Steels anunció su retirada como ciclista profesional al final de la temporada 2008. Actualmente es director deportivo del equipo belga QuickStep.
Es tío del también ciclista profesional Stijn Steels.

## Palmarés
| 1994 - 1 etapa del Tour del Porvenir - GP Zele 1995 - 1 etapa del West Virginia Mountain Classic - Memorial Rik Van Steenbergen - 1 etapa de la Vuelta a los Países Bajos - 2.º en el Campeonato de Bélgica en Ruta - Premio Nacional de Clausura - Gran Premio del 1 de Mayo 1996 - 1 etapa del Tour del Mediterráneo - Het Volk - Gante-Wevelgem - De Kustpijl Heist - 1 etapa de la Vuelta a Galicia - 2 etapas de la Vuelta a España - Criterium Aalst 1997 - Campeonato de Bélgica en Ruta - Trofeo Calviá - 4 etapas de la París-Niza - 1 etapa del Tour de Luxemburgo - 1 etapa de la Vuelta a Suiza - 2 etapas de la Vuelta a las Regiones Valonas - Schaal Sels 1998 - Trofeo Sóller - Trofeo Calviá - 2 etapas de la Vuelta a Andalucía - 2 etapas de la París-Niza - Campeonato de Bélgica en Ruta - 4 etapas del Tour de Francia - GP Merelbeke - GP Oostrozebeke - A través de Flandes | 1999 - 2 etapas de la Vuelta a Andalucía - 1 etapa de la París-Niza - 1 etapa de los Tres días de La Panne - Gante-Wevelgem - 3 etapas del Tour de Francia 2000 - 1 etapa del Tour del Mediterráneo - 1 etapa de la París-Niza - 1 etapa de los Tres días de La Panne - 2 etapas del Tour de Francia - 1 etapa de la Vuelta a Aragón 2001 - 1 etapa de la Vuelta a Alemania - 2 etapas de la Vuelta a Suecia 2002 - 1 etapa de los Cuatro días de Dunkerque - 1 etapa de la Volta a Cataluña - Campeonato de Bélgica en Ruta 2003 - 1 etapa de la Vuelta a Bélgica - 1 etapa de la Vuelta a Austria 2004 - 1 etapa de la Estrella de Bessèges - 1 etapa del Tour de Luxemburgo - 1 etapa de la Vuelta a Austria - Gran Premio Stad Sint-Niklaas - Campeonato de Bélgica en Ruta 2005 - 2 etapas de la Estrella de Bessèges - 1 etapa de la Vuelta al Algarve - 1 etapa de los Tres días de La Panne |

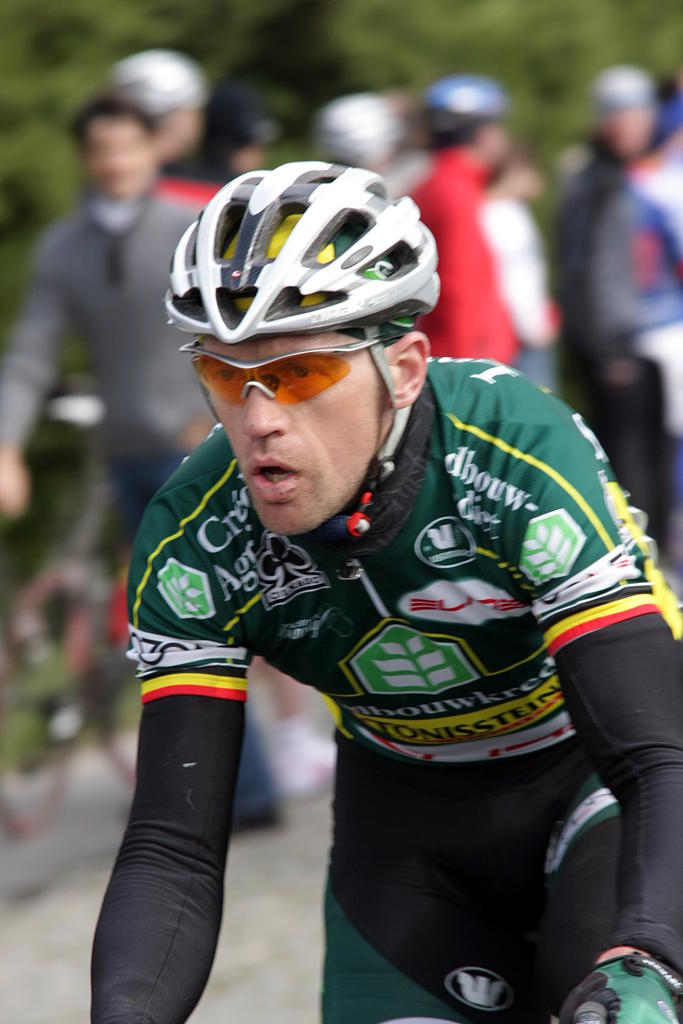
Tom Steels en la E3 Prijs de 2008.

## Resultados

### Grandes Vueltas
Durante su carrera deportiva consiguió los siguientes puestos en las Grandes Vueltas y en los Campeonatos del Mundo en carretera:
| Carrera         | 1994 | 1995 | 1996 | 1997 | 1998 | 1999  | 2000 | 2001 | 2002 | 2003 | 2004 | 2005 | 2006 | 2007 | 2008 |
| --------------- | ---- | ---- | ---- | ---- | ---- | ----- | ---- | ---- | ---- | ---- | ---- | ---- | ---- | ---- | ---- |
| Giro de Italia  | —    | —    | —    | —    | —    | —     | —    | —    | —    | —    | —    | Ab.  | —    | —    | —    |
| Tour de Francia | —    | —    | —    | Exp. | 85.º | 104.º | Ab.  | Ab.  | Ab.  | —    | —    | —    | —    | —    | —    |
| Vuelta a España | —    | —    | 86.º | —    | —    | —     | —    | —    | —    | —    | —    | Ab.  | —    | —    | —    |

### Clásicas, Campeonatos y JJ. OO.
| Carrera                | Carrera                | 1994 | 1995 | 1996  | 1997          | 1998          | 1999          | 2000 | 2001          | 2002          | 2003          | 2004  | 2005          | 2006          | 2007          | 2008  |
| ---------------------- | ---------------------- | ---- | ---- | ----- | ------------- | ------------- | ------------- | ---- | ------------- | ------------- | ------------- | ----- | ------------- | ------------- | ------------- | ----- |
| Omloop Het Nieuwsblad  | Omloop Het Nieuwsblad  | —    | —    | 1.º   | 2.º           | 78.º          | 3.º           | 6.º  | Ab.           | —             | Ab.           | —     | —             | 80.º          | —             | 101.º |
| Kuurne-Bruselas-Kuurne | Kuurne-Bruselas-Kuurne | —    | 5.º  | —     | —             | 34.º          | 47.º          | —    | 7.º           | 24.º          | —             | —     | —             | —             | 23.º          | —     |
|                        | Milan San Remo         | —    | —    | —     | 39.º          | —             | —             | —    | —             | —             | —             | —     | —             | —             | —             | —     |
| A través de Flandes    | A través de Flandes    | —    | 2.º  | 32.º  | 11.º          | 1.º           | 4.º           | 15.º | —             | Ab.           | Ab.           | —     | 13.º          | Ab.           | —             | Ab.   |
| E3 Harelbeke           | E3 Harelbeke           | —    | —    | 25.º  | —             | 75.º          | 5.º           | 28.º | —             | 87.º          | —             | —     | Ab.           | Ab.           | Ab.           | Ab.   |
| Gante-Wevelgem         | Gante-Wevelgem         | —    | —    | 1.º   | 50.º          | 86.º          | 1.º           | Ab.  | —             | Ab.           | 25.º          | —     | 7.º           | 110.º         | Ab.           | 178.º |
|                        | Tour de Flandes        | —    | —    | —     | —             | —             | —             | 83.º | —             | 103.º         | —             | —     | —             | —             | —             | —     |
| Scheldeprijs           | Scheldeprijs           | —    | 33.º | 2.º   | —             | —             | 37.º          | 9.º  | —             | 2.º           | 86.º          | —     | 27.º          | —             | 42.º          | —     |
|                        | París-Roubaix          | —    | —    | —     | 66.º          | 24.º          | 3.º           | 21.º | —             | —             | Ab.           | —     | Ab.           | Ab.           | 53.º          | Ab.   |
| Flecha Brabanzona      | Flecha Brabanzona      | 38.º | —    | —     | —             | —             | —             | —    | —             | —             | —             | —     | —             | —             | —             | Ab.   |
| EuroEyes Classics      | EuroEyes Classics      | —    | —    | —     | —             | —             | —             | —    | —             | —             | —             | 112.º | —             | —             | —             | —     |
| Bretagne Classic       | Bretagne Classic       | —    | —    | —     | —             | —             | —             | —    | —             | —             | —             | —     | —             | 94.º          | —             | —     |
| París-Tours            | París-Tours            | —    | 19.º | 2.º   | —             | 22.º          | —             | —    | —             | —             | —             | —     | —             | 9.º           | —             | —     |
| JJ. OO. (Ruta)         | JJ. OO. (Ruta)         |      |      | 109.º | No se disputó | No se disputó | No se disputó | —    | No se disputó | No se disputó | No se disputó | —     | No se disputó | No se disputó | No se disputó | —     |
| Mundial en Ruta        | Mundial en Ruta        | —    | —    | —     | —             | Ab.           | —             | —    | —             | 22.º          | —             | —     | —             | —             | —             | —     |
| Bélgica en Ruta        | Bélgica en Ruta        | —    | 2.º  | 5.º   | 1.º           | 1.º           | —             | 4.º  | 54.º          | 1.º           | 15.º          | 1.º   | —             | —             | —             | 30.º  |
| Bélgica Contrarreloj   | Bélgica Contrarreloj   | —    | —    | —     | —             | —             | 4.º           | 17.º | —             | —             | —             | —     | —             | —             | —             | —     |